# Incendio del traforo del Monte Bianco
L'incendio del traforo del Monte Bianco si verificò il 24 marzo 1999 all'interno dell'omonima galleria. Vi persero la vita trentanove persone.

## Cronologia
Intorno alle ore 10:30 di mercoledì 24 marzo 1999, il camionista belga Gilbert Degrave entrò nel traforo del Monte Bianco dal versante francese alla guida del suo autoarticolato, un Volvo FH12 refrigerato carico di farina e margarina, diretto in Italia. Alle 10:47 il camion prese improvvisamente fuoco, costringendo Degrave a fermarsi dentro al tunnel, creando un ingorgo. Alle 10:51 fu dato un primo allarme; il tunnel venne chiuso dal lato francese alle 10:55 e dal lato italiano alle 10:56. I primi soccorsi vennero allertati alle 10:58 e giunsero sul posto alle 11:09. L'incendio richiese ben 53 ore per essere domato, venendo estinto alle 16:00 del 26 marzo, poiché le fiamme, a causa dell'effetto forno che si era venuto a creare e dei materiali combustibili presenti, si erano ampliate a dismisura, raggiungendo vastissime proporzioni e superando i 1.000 gradi centigradi di temperatura. La schiuma di poliuretano, usata per la coibentazione del camion frigorifero che causò l'incidente, prendendo fuoco emise cianuro, sostanza altamente tossica.

### Vittime
| Nazionalità | Morti |
| ----------- | ----- |
| Francia     | 18    |
| Italia      | 13    |
| Belgio      | 2     |
| Regno Unito | 1     |
| Lussemburgo | 1     |
| Paesi Bassi | 1     |
| Slovenia    | 1     |
| Croazia     | 1     |
| Germania    | 1     |
| Totale      | 39    |

Di questi, fu vittima Pierlucio Tinazzi, un addetto alla sicurezza della società italiana del traforo del Monte Bianco.

## Le conseguenze del dopo incidente
Dopo il drammatico avvenimento il tunnel restò chiuso per tre anni, venendo riaperto unicamente per le automobili il 9 marzo 2002, dopo lunghi lavori di riparazione e ristrutturazione: la volta, fortemente danneggiata, è stata completamente rifatta. 
Questi sono stati i principali interventi adottati dopo il rogo:
- la creazione di nicchie antincendio ogni centocinquanta metri,
- la creazione di nicchie SOS ogni cento metri in alternanza sulle due corsie,
- un posto di soccorso è stato costruito nel centro del tunnel, con un veicolo attrezzato allo spegnimento delle fiamme e un gruppo di pompieri presenti in permanenza sul posto,
- costruzione di rifugi collegati a una galleria d'evacuazione indipendente (sotto la carreggiata),
- costruzione di una sala di comando unica.

Le regole di utilizzo del tunnel sono state cambiate, con l'unificazione delle due società concessionarie sotto un'unica società, la GEIE-TMB. Sono stati costituiti dei gruppi di lavoro comuni italo-francesi per assicurare la gestione corrente e la sicurezza. È stata interdetta la circolazione ai mezzi che trasportano materiali pericolosi e ai veicoli inquinanti (dal peso superiore alle 3,5 tonnellate ed omologati Euro 0); la velocità massima è stata notevolmente ridotta e la distanza di sicurezza tra i veicoli aumentata (150 m tra i veicoli in movimento e 100 m tra i veicoli fermi).

## Le condanne
Il tribunale di Bonneville (Alta Savoia) il 27 luglio 2005 ha emesso una prima sentenza. A conclusione di una lunga istruttoria, il giudice ha decretato che "la catastrofe poteva essere evitata". Le condanne:
- Gérard Roncoli, il capo della sicurezza di competenza francese: trenta mesi (di cui almeno 6 effettivamente scontati).
- Il presidente della Atmb Rémy Chardon: ventiquattro mesi.
- Michele Tropiano, ex direttore di esercizio della 'Sitmb' Società Italiana Traforo Monte Bianco', la concessionaria italiana del tunnel: ventiquattro mesi.
- Christian Basset, ex direttore della Sgtmb - Société de Gestion du Tunnel du Mont Blanc, società che forniva il personale alla Atmb: ventiquattro mesi.

Per il personale operativo:
- Claudio Lyveroulaz, responsabile della sicurezza per la Sitmb: sedici mesi
- Daniel Claret-Tournier, controllore della Atmb: sedici mesi
- Marcello Meysellier, controllore della Simtb: dodici mesi

Altre condanne:
- Michel Charlet, sindaco di Chamonix: sei mesi; assolto in appello.
- Chantal Lecomte, funzionario della divisione strade del Ministero dei Trasporti francese: sei mesi.
- Gilbert Degrave, autista del tir da cui l'incendio è originato: quattro mesi, poi amnistiato. Prosciolta la Volvo, casa produttrice del camion.

## Memoriale
All'incidente è strettamente collegata la figura di Pierlucio Tinazzi, detto "Spadino" per via del suo fisico alto ed esile, un addetto alla sicurezza della TmB morto nell'incendio che svolgeva il suo lavoro in motocicletta. Nel momento dell'incidente Tinazzi, 36 anni, decise di entrare con la sua moto di servizio nella galleria per cercare di portare aiuto alle persone intrappolate. La stampa ha raccontato in modi diversi questo evento, riportando anche che "Spadino" sarebbe entrato e uscito dal tunnel più volte ed avrebbe salvato una decina di persone. Dagli esiti del processo che si svolse nel 2005 per l'incidente risultò però che nessuno era stato salvato dal suo intervento.
Le indagini hanno attestato che Tinazzi, dopo essere entrato nel tunnel, dove il denso fumo aveva reso l'aria irrespirabile, trovò un uomo in stato di intossicazione e lo condusse insieme a lui in uno dei rifugi di sicurezza del tunnel. La sua ultima comunicazione con la centrale di controllo, in cui segnalava di essersi chiuso nel rifugio in attesa dei soccorsi, risale a poco dopo le 11:30. Purtroppo l'incendio durò ancora a lungo e sia Pierlucio che l'uomo che aveva soccorso morirono a causa della temperatura troppo elevata e della mancanza di ossigeno. Anche se non riuscì a salvare nessuno, la decisione di "Spadino" di intervenire, anteponendo il benessere degli altri alla propria incolumità, viene generalmente ritenuta un gesto di eroismo. Alla famiglia di Pierlucio Tinazzi è stata consegnata la medaglia d'oro al valore civile (alla memoria). Ogni anno si svolge quindi il "Memorial Spadino", in cui, in un fine settimana vicino all'anniversario dell'incidente, numerosi motociclisti italiani e francesi si radunano per commemorare il sacrificio di un altro motociclista e per richiamare l'attenzione della opinione pubblica sui temi della sicurezza della circolazione stradale.

## Carta dei Servizi
La Carta dei Servizi del traforo dichiara che la gestione della manutenzione e delle emergenze è affidata a un organismo binazionale italo-francese. Un cavo termometrico che percorre la lunghezza di tutto il traforo, integrato da opacimetri, è in grado di rilevare l'aumento di temperatura e la diminuzione di visibilità.

Ogni 150 metri sono poste delle nicchie antincendio, pari a un numero complessivo di circa 80 posizioni.